# Lijst van beschermd erfgoed in Saint-Ghislain
Onderstaande tabel geeft een overzicht van de beschermde erfgoederen in de gemeente Saint-Ghislain. Het beschermd erfgoed maakt onderdeel uit van het cultureel erfgoed in België.
| Object | Bouwjaar/architect | Deelgemeente   | Adres                       | Coördinaten                   | Nummer?                | Afbeelding                               |
| --- | ------------------ | -------------- | --------------------------- | ----------------------------- | ---------------------- | ---------------------------------------- |
| Voormalig stadhuis en hal (M)                                                                             | 1752               | Saint-Ghislain | Place des Combattants 27-28 | 50° 26' 54" NB, 3° 49' 10" OL | 53070-CLT-0001-01 Info | Voormalig stadhuis en hal (M)            |
| Parochiekerk Sint-Gorik (M)                                                                               |                    | Baudour        | Place de Baudour            | 50° 29' 4" NB, 3° 50' 2" OL   | 53070-CLT-0003-01 Info | Parochiekerk Sint-Gorik (M)              |
| Ruïnes van de Proosdijmolen, bestaand hoofdgebouw met bijgebouwen en omgeving (park, vijver, terrein) (S) |                    | Sirault        | Rue des Etangs 31           | 50° 30' 7" NB, 3° 46' 43" OL  | 53070-CLT-0007-01 Info |                                          |
| Pastorie van de Sint-Pietersparochie (M)                                                                  | 2e helft 18e eeuw  | Villerot       | Place de Villerot 7         | 50° 29' 10" NB, 3° 47' 30" OL | 53070-CLT-0008-01 Info |                                          |
| Spoorwegstation met afhankelijkheden (M)                                                                  | 1890 Henri Fouquet | Saint-Ghislain | Place Albert-Elisabeth      | 50° 26' 34" NB, 3° 49' 9" OL  | 53070-CLT-0011-01 Info | Spoorwegstation met afhankelijkheden (M) |
| Pastorie van de Sint-Goriksparochie (M)                                                                   | 2e helft 18e eeuw  | Baudour        | Place de Baudour 7          | 50° 29' 4" NB, 3° 50' 2" OL   | 53070-CLT-0012-01 Info |                                          |
| Bakhuis van de Sint-Goriskerk (M)                                                                         |                    | Baudour        | Place de Baudour            | 50° 29' 5" NB, 3° 50' 1" OL   | 53070-CLT-0013-01 Info |                                          |